# Prosopogryllacris multicolor
Prosopogryllacris multicolor är en insektsart som först beskrevs av Heinrich Hugo Karny 1928.  Prosopogryllacris multicolor ingår i släktet Prosopogryllacris och familjen Gryllacrididae.

## Underarter
Arten delas in i följande underarter:
- P. m. nigropicta
- P. m. multicolor